# Liste der Außenlager des KZ Majdanek
Alle Außenlager des Konzentrationslagers Majdanek wurden diesem zum größten Teil erst 1944 organisatorisch zugeordnet und schon im Sommer dieses Jahres beim Näherrücken der Ostfront von der SS aufgelöst.
Bis Ende des Jahres 1943 waren im Distrikt Radom des Generalgouvernements in Polen alle Sammellager (Ghettos) aufgelöst worden. Die jüdischen Gefangenen wurden vor Ort oder in Vernichtungslagern ermordet, in Konzentrationslager verschleppt oder in Zwangsarbeitslager oder in von der SS kontrollierte Werkslager der Rüstungsindustrie deportiert.

## Liste der Außenlager des KZ Majdanek
| Bezeichnung,                                    | Lage                        | Tätigkeiten, Besonderheiten                               | Höchststand            | gegründet als                                                  | als Außenlager geführt                      | Schließung/Evakuierung          |
| ----------------------------------------------- | --------------------------- | --------------------------------------------------------- | ---------------------- | -------------------------------------------------------------- | ------------------------------------------- | ------------------------------- |
| Bliżyn                                          | 40 km südwestlich Radom     | Munitionsfabrik, Steinbruch, Werkstätten für DAW und DEST | bis 4000               | russisches Kriegsgefangenenlager Oktober 1941 ZAL ab März 1943 | Februar 1944                                | August 1944                     |
| Budzyń                                          | 5 km nordwestlich Krasnik   | Heinkel-Flugzeugbau                                       | 2138 Männer 319 Frauen | ZAL Sept. 1942                                                 | Februar 1944                                | 22. Juli 1944                   |
| Lublin-Lipowastraße                             | Lipowastr. 7 (heute Nr. 13) | Werkstätten der DAW                                       | 1750                   | ZAL Dez. 1939 aufgelöst bei Aktion Erntefest                   | Februar 1944 (nach Neubelegung Januar 1944) | 22. Juli 1944                   |
| Radom                                           | Szkolnastraße               | Waffenfabrik von Steyr Daimler Puch                       | 2900                   | ZAL 1942                                                       | 17. Januar 1944                             | 26. Juli 1944                   |
| Zwangsarbeitslager Trawniki + Nebenl. Dorohucza | 35 km südöstlich Lublin     | „Schultz & Co“ Wehrmachtsuniformen Torfstechen            | > 6000                 | ZAL 1941                                                       | 16. September 1943                          | 3. Nov. 1943 (Aktion Erntefest) |
| Arbeitslager / zuvor KZ Warschau                | Ghetto-Gelände Warschau     | Abriss, Baustoffverwertung                                | 5000                   | Konzentrationslager 1943                                       | 1. Mai 1944                                 | Ende Juli 1944                  |

## Bliżyn
Das Zwangsarbeiterlager Bliżyn, 40 km südwestlich von Radom, wurde vom Februar 1944 bis zu seiner Auflassung Anfang August 1944 als Außenlager des KZ Majdanek geführt.
In Bliżyn waren überwiegend polnische Juden aus aufgelösten Ghettos gefangen, die zum Teil über das Stammlager Majdanek eingeliefert worden waren. Die Lagerstärke bewegte sich zwischen 2.000 und 4.000 Häftlingen, die von rund 30 deutschen und „volksdeutschen“ Männern bewacht wurden.
Arbeiter wurden in einer nahegelegenen Munitionsfabrik oder im Steinbruch eingesetzt. Zum Zwangsarbeiterlager gehörten ferner Schneiderei, Schusterei, Sattlerei und holzverarbeitende Werkstätten, die zunächst alle von der SS-eigenen Ostindustrie GmbH (OSTI) betrieben wurden und Aufträge der Wehrmacht erledigten. Diese Werke wurden ab Februar 1944 mit denen des Zwangsarbeitslagers Radom als „Deutsche Ausrüstungswerke G. m. b. H. – Werk Radom-Blizyn“ zusammengefasst; der Steinbruch wurde von den Deutschen Erd- und Steinwerken GmbH (DEST) übernommen. Als Lagerführer beider Außenlager wurde SS-Obersturmführer Friedrich Wilhelm Siegmann; in Bliżyn hatte faktisch SS-Oberscharführer Georg Heller die Leitung.
Als das Lager bei Annäherung der Roten Armee geräumt werde sollte, wurden alle nichtjüdischen Gefangene in die Freiheit entlassen. Die jüdischen Häftlinge wurden am 1. August 1944 in das KZ Auschwitz transportiert.

## Budzyń
Siehe Hauptartikel SS-Arbeitslager Budzyń
Das Zwangsarbeiterlager Budzyń bei Kraśnik war Ende 1942 für die Flugzeugproduktion der Heinkel-Werke eingerichtet worden, in dem auch polnische Zivilarbeiter arbeiteten. Weil der Rüstungsbetrieb als kriegswichtig eingestuft war, blieben die jüdischen Häftlinge von der Vernichtungsaktion „Aktion Erntefest“ verschont. Das Lager mit jüdischen Zwangsarbeitern wurde im Februar 1944 dem KZ Majdanek als Außenlager unterstellt. Lagerführer wurde Joseph Leipold; er wurde 1948 in Lublin zum Tode verurteilt. Im März 1944 waren im Außenlager Budzyń 2.138 Männer und 319 Frauen registriert.
Nach der Übernahme mussten die Zwangsarbeiter Häftlingskleidung tragen. Die Lebensbedingungen verbesserten sich jedoch, weil sie ein vorher von polnischen Zivilarbeitern genutztes Gebäude beziehen konnten und der kräftezehrende, dreitausend Meter weite Anmarschweg entfiel. Am 22. Juli 1944 wurde das Lager aufgelöst.

## Lublin-Lipowastraße
Siehe Hauptartikel Arbeitslager an der Ulica Lipowa in Lublin
Das Lager in der Lipowastraße (Lindenstraße) wurde schon im Dezember 1939 als Zwangsarbeiterlager für Juden eingerichtet. Getrennt davon waren zeitweilig auch polnische Inhaftierte im Lager untergebracht. Die Zwangsarbeiter wurden in eigenen Werkstätten und diversen Arbeiten im Stadtgebiet eingesetzt. Bei der „Aktion Erntefest“ wurde das Lager geräumt und alle Häftlinge erschossen. Da die Lubliner Betriebe der Deutschen Ausrüstungswerke (DAW) ihre Aufträge wegen fehlender Arbeitskräfte nicht mehr erfüllen konnten, wurde das Lager schon im Januar 1944 wieder in Gebrauch genommen. Dazu wurden 1.750 Arbeitskräfte, darunter 250 Facharbeiter, aus den DAW-Werken des KZ Sachsenhausen, vom KZ Dachau, KZ Buchenwald und KZ Majdanek herangeschafft. Wie die Lager in Bliżyn und Radom wurde das Lager Lublin-Lipowastraße im Februar 1944 dem KZ Majdanek als Außenlager unterstellt.
Größeren wirtschaftlichen Nutzen konnte die Kriegswirtschaft nicht daraus ziehen. Denn schon Ende März 1944 musste man eine Evakuierung des Lagers vorbereiten und zog Hunderte von Arbeitskräften wieder ab. Am 22. Juli 1944 stand das Lager leer.

## Radom
Das Lager an der Szkolnastraße in Radom war 1942 für Zwangsarbeiter eingerichtet worden, die in einer Waffenfabrik der Steyr-Daimler-Puch im Schichtbetrieb eingesetzt wurden.
Das Zwangsarbeiterlager Radom wurde vom 17. Januar 1944 bis 26. Juli 1944 als Außenlager von Majdanek geführt. Als Lagerführer wurde SS-Obersturmführer Friedrich Wilhelm Siegmann eingesetzt, der auch das Außenlager Bliżyn leitete. Am 22. Juli 1944 zählte man 2.900 Häftlinge. Bis auf ein kleines Restkommando, das zur Demontage der Waffenfabrik eingesetzt war, wurden die Häftlinge bis zum 29. Juli evakuiert. Den dreitägigen Todesmarsch überlebten wahrscheinlich nur 200 von ihnen. Ermittlungen führten 1972 zu einem Prozess in Hamburg.

## Trawniki
Siehe Hauptartikel SS-Ausbildungs- und Arbeitslager Trawniki
Im Herbst 1941 errichtete die SS etwa 35 km südöstlich von Lublin das Zwangsarbeitslager Trawniki. Seit Februar 1943 stellte dort die aus dem Warschauer Ghetto verlegte Firma Schultz & Co. mit 6.000 Zwangsarbeitern Bekleidung für die Wehrmacht her. In einem Nebenlager, dem SS-Arbeitslager Dorohucza, arbeiteten einige hundert Häftlinge beim Torfabbau.
Am 14. September wurde das Lager dem KZ Majdanek als Außenlager unterstellt. Im Oktober 1943 wurde die Firma Schultz & Co vom SS-Wirtschaftsunternehmen „Ostindustrie GmbH“ (OSTI) übernommen. Lagerleiter blieb SS-Sturmbannführer Karl Streibel.
Ein wirtschaftliches Gewinnstreben wurde jedoch alsbald zurückgestellt. Im Rahmen der „Aktion Erntefest“ wurden am 3. November 1943 alle Häftlinge ins nahegelegene SS-Ausbildungslager Trawniki getrieben und dort erschossen. Die deutsche Belegschaft der Firma verließ den Ort wenig später und die Produktion wurde nicht wieder aufgenommen.

## Warschau
Im Juni 1943 befahl Heinrich Himmler, auf dem Gelände des zerstörten Warschauer Ghettos ein „Konzentrationslager“ zu errichten. Im November 1943 waren im KZ Warschau 4.000 männliche Häftlinge aus Buchenwald und Auschwitz damit beschäftigt, Ruinen abzureißen und verwertbare Baustoffe zu bergen. Geplant war das Lager für 10.000 Zwangsarbeiter. Tatsächlich wurde nur ein Höchststand von 5.000 erreicht, unter ihnen befanden sich 2.500 ungarischen Juden.
Am 1. Mai 1944 wurde dieses Lager als „Arbeitslager Warschau“ dem KZ Majdanek unterstellt. Es kam dabei zu einem umfangreichen Personalwechsel und Ermittlungen wegen Unterschlagung von geborgenen Wertgegenständen.
Ende Juli 1944 wurde das Lager geräumt. Von den Häftlingen kamen am 6. August 1944 knapp 3.900 im KZ Dachau an.